# Abdul Malik

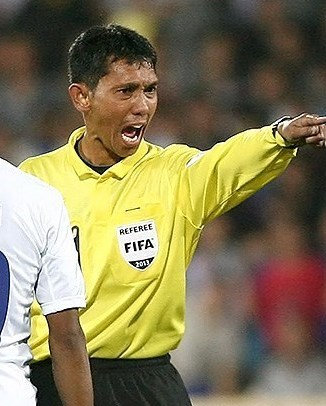
Abdul Malik, 2013

Abdul Malik Bashir (* 11. Januar 1968) ist ein ehemaliger singapurischer Fußballschiedsrichter, der ab 2002 internationale Spiele leitete.
Bei der Qualifikation zur WM 2010 kam er bei sieben Spielen zum Einsatz, außerdem wird er regelmäßig in der AFC Champions League eingesetzt. Der bisherige Höhepunkt seiner Karriere war das Hinspiel im Champions-League-Finale 2008 zwischen Gamba Osaka und Adelaide United (3:0). Abdul Malik zählte zu den Schiedsrichtern bei der Asienmeisterschaft 2011, wo er die Vorrundenspiele Japan – Jordanien (1:1) und Katar – Kuwait (3:0) sowie das Viertelfinale zwischen Usbekistan und Jordanien (2:1) leitete. Schließlich wurde er auch für das Spiel um den dritten Platz zwischen Südkorea und Usbekistan (3:2) ausgewählt.